# Ruteloryctes bis
Ruteloryctes bis är en skalbaggsart som beskrevs av Roger Paul Dechambre 2006. Ruteloryctes bis ingår i släktet Ruteloryctes och familjen Dynastidae. Inga underarter finns listade i Catalogue of Life.